# آرثر وين
آرثر وين (بالإنجليزية: Arthur Wayne)‏ ‏ (1862 - 1945) هو صحافي بريطاني المولد. ولد في ليفربول في بريطانيا وكان يعمل في بلده الأصلي بريطانيا كَمُحرر ومصمم أُحجيات، وَبقي كذلك حتى بعد رحيله إلى الولايات المتحدة الأمريكية. في الولايات المتحدة أقام في ولاية نيو جيرسي. وقد اشتهر آرثر باختراعه لأحجية الكلمات المتقاطعة.
بدأت قصّة الكلمات المتقاطعة مع آرثر عندما كان يعمل لدى صحيفة نيويورك ورلد (بالإنجليزية: New York World)‏. حيث طلبت منه الصحيفة اختراع أحجية جديدة لإمتاع قرّاء الصّحيفة، فَعصر آرثر ذهنه في التفكير وعادت به الذاكرة إلى أيّام الطفولة عندما كان يلعب لعبة باستخدام الحروف، ومنها اقتبسَ أحجية الكلمات المتقاطعة.
تمّ إصدار هذه الأحجية لأوّل مرّة في 12 ديسمبر 1913.
في بداية انطلاقتها كان شكل أحجية الكلمات المتقاطعة معيناً. ولم تكن تحوي مربعات سوداء. فيما بعد أصبح شكل الأحجية مربّعاً وبعض المربعات مظلّلة باللون الأسود.